# Depegowdanapura, Nanjangud
Depegowdanapura là một làng thuộc tehsil Nanjangud, huyện Mysore, bang Karnataka, Ấn Độ.